# Tenodera parasinensis
Tenodera parasinensis je čínský druh kudlanky z čeledi Mantidae. Vědecky byla popsána roku 2005 Ottem a Spearmanem jako Paratenodera parasinensis (svou fotografii a místo v chovu však měla zřejmě již dříve), nicméně rodový název byl synonymizován s rodem Tenodera, který zahrnuje zhruba 22 druhů a vyskytuje se v Asii, Africe, Severní Americe a Austrálii. Je podobná dobře známému druhu Tenodera sinensis, který též pochází z Číny a má invazivní tendence. Je schopna přežít a rozmnožovat se i v oblastech bez chladné zimy, na rozdíl od kudlanky nábožné nebo kudlanky vyzáblé, jejichž konkurentem se může v případě zavlečení stát a tím pádem je ohrozit, případně zcela vytlačit.